# Vicia davisii
Vicia davisii är en ärtväxtart som beskrevs av Werner Rodolfo Greuter. Vicia davisii ingår i släktet vickrar, och familjen ärtväxter. Inga underarter finns listade i Catalogue of Life.